# Pseudochiridium heurtaultae
Pseudochiridium heurtaultae är en spindeldjursart som beskrevs av Vitali-di Castri 1970. Pseudochiridium heurtaultae ingår i släktet Pseudochiridium och familjen Pseudochiridiidae. Inga underarter finns listade i Catalogue of Life.